# Vol Khabarovsk Airlines 463
Le Vol 463 de Khabarovsk Airlines est un vol intérieur régulier de passagers de l'aéroport de Nikolaïevsk-sur-l'Amour à l'aéroport de Nelkan dans le kraï de Khabarovsk en Extrême-Orient russe. Le 15 novembre 2017, le Let L-410 Turbolet opérant le vol s'écrase peu avant la piste de l'Aéroport de Nelkan, tuant tous les passagers sauf un des sept personnes à bord. Le seul survivant est une fille de trois ans qui subit des blessures graves. Le crash est causé par un dysfonctionnement de l'hélice du moteur droit,.

## Accident
Pendant l'approche de la piste 04 de l'aéroport de Nelkan (raïon d'Aïan-et-Maïa), l'avion perd soudainement de la vitesse, roule à 180 degrés vers la gauche et s'écrase dans une forêt à 2 kilomètres de la piste. Les deux pilotes (qui sont également les seuls membres d'équipage à bord) et quatre des cinq passagers à bord sont tués. Il n'y a aucun décès au sol.

## Avion

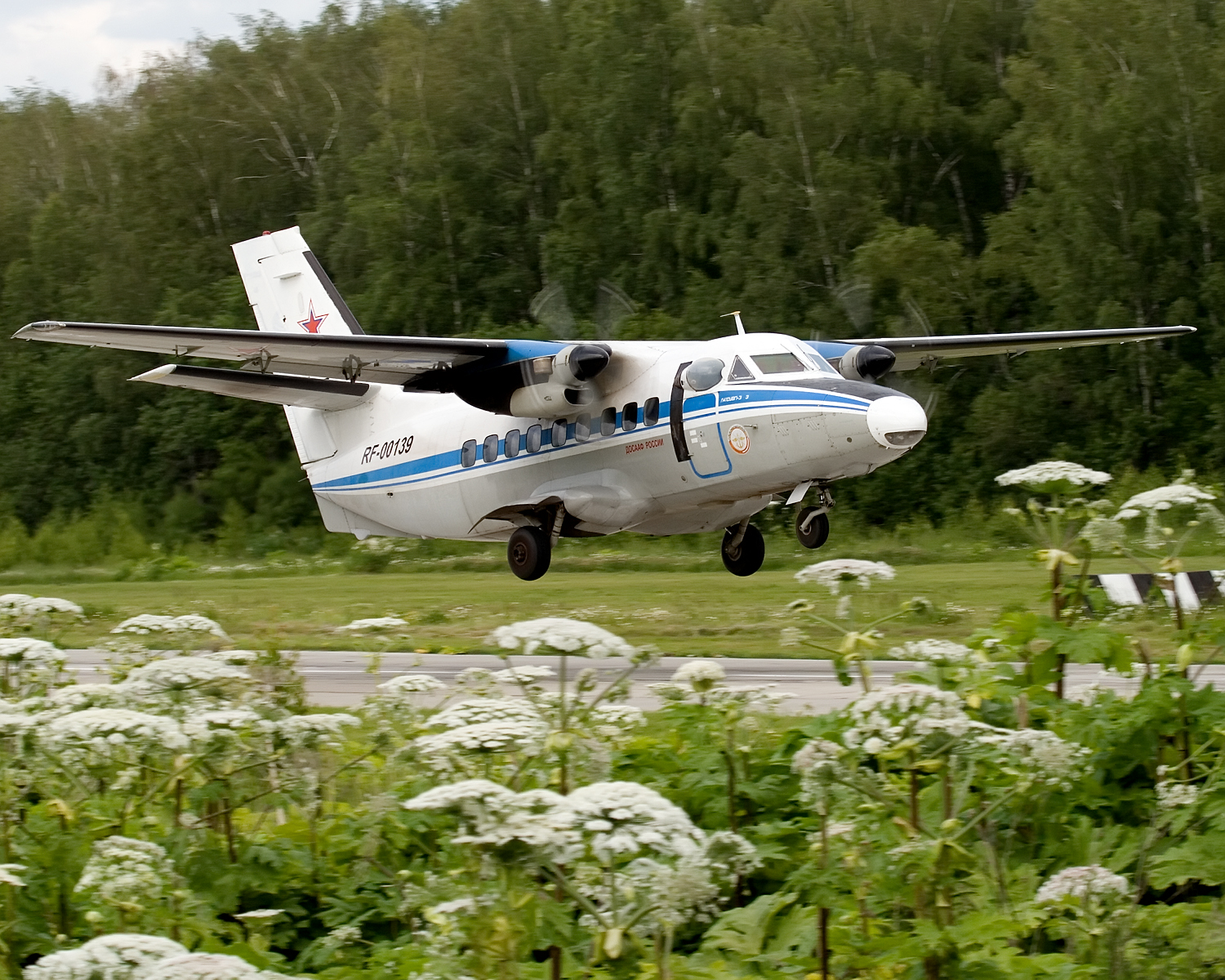
Un Let L-410 Turbolet similaire à l'avion impliqué

L'avion impliqué est un Let 410UVP-E20, immatriculation RA-67047, numéro de série msn 3010. Il effectue son premier vol en 2015 et est équipé de deux moteurs General Electric H80-200. Au moment de l'accident, l'avion a volé pendant 1 693 heures et effectué 1 071 vols,.

## Passagers et équipage
Il y a cinq passagers et deux membres d'équipage, soit un total de sept personnes.
Le capitaine est Igor Leonidovich Shumakov, âgé de 42 ans, qui compte 12 076 heures de vol, dont 1 243 heures sur le Let L-410 Turbolet. Le copilote est Alexander Alexandrovich Zuev, âgé de 30 ans, qui compte 1 220 heures de vol, dont 837 sur le Let L-410 Turbolet. Un survivant, un enfant de 3 ans, est gravement blessé,,.

## Enquête
Le comité intergouvernemental d'aviation (russe : Межгосударственный авиационный комитет) enquête sur l'accident avec l'aide de l'Institut d'enquête sur les accidents aériens tchèque (tchèque : Ústav pro odborné zjišťování příčin leteckých nehod), représentant l'État fabricant de l'avion. Un rapport préliminaire est publié le 22 décembre 2017. Le rapport final est publié en août 2019. La cause de l'accident est que l'hélice du moteur droit est passée en pas négatif en vol, entraînant une perte de contrôle. Vingt-quatre recommandations de sécurité sont émises.

## Actions de sécurité
Au moment de l'accident, il n'y a aucune instruction donnée aux pilotes en cas de passage d'une hélice en plage beta en vol. Le risque de cet événement étant évalué à 1 sur 10−14. À la suite de l'accident, et après avoir trouvé des preuves d'autres occurrences, une instruction est émise stipulant que l'hélice affectée doit être mise en drapeau et le vol poursuivi sur un moteur.